# Thalia Besson
Thalia Besson (* 1. August 2001) ist eine französische Schauspielerin und Model.

## Biografie
Thalia Besson wurde in Frankreich geboren. und schloss 2023 ihr Studium an der Parsons Paris Universität mit einem Bachelor of Business Administration (BBA) in Strategic Design und Management ab.
Sie hatte Auftritte in Valerian – Die Stadt der tausend Planeten (2017) und Arthur, Malédiction (2022). 2023 spielte sie die Rolle der Tabitha in Dangerous Waters. 2022 drehte sie die apokalyptische Liebesgeschichte When I'm Ready.
Im Jahr 2023 wurde sie in dem Fantasy-Horrorfilm Triton an der Seite von Raff Law und Freya Allan gecastet. Im Jahr 2024 spielte sie die Rolle der Geneviève in der vierten Staffel der Netflix-Serie Emily in Paris. Ihre Figur wurde als „erster Bösewicht“ der Serie beschrieben.
Neben der Schauspielerei hat sie auch als Model gearbeitet.

## Privates
Sie ist die Tochter der kanadisch-französischen Filmproduzentin Virginie Besson-Silla und des französischen Filmemachers Luc Besson. Ihre Geschwister sind Satine und Mao Besson.

## Filmografie
Filme
- 2017: Valerian and the City of a Thousand Planets
- 2022: Arthur, Malédiction
- 2023: Dangerous Waters
- 2025: When I'm Ready

Serien
- 2024: Emily in Paris